# Patrick Gibson
Pour les articles homonymes, voir Gibson.
Patrick Gibson est un acteur irlandais, né le 19 avril 1995 à Dublin (Irlande).

## Biographie
Patrick Gibson est né à Londres et grandit à Dublin. Il étudie au Trinity College de Dublin, qu'il décide de quitter pour rejoindre la série The OA, dans laquelle il tient l'un des rôles principaux de 2016 à 2019.
En 2017 il remporte le Rising Star Award aux Irish Film & Television Awards.
En 2021 il apparaît dans le drame policier Before We Die, jouant Christian, le fils de Hannah Laing (jouée par Lesley Sharp). En janvier 2022 il est annoncé dans le casting de la saison 2 de Shadow and Bone : La Saga Grisha. La même année il joue aux côtés de Christoph Waltz et Sam Neill dans le film fantastique The Portable Door.

## Filmographie

### Cinéma
- 2012 : What Richard Did de Lenny Abrahamson : Jake
- 2014 : Luke : Luke
- 2014 : Gold (en) de Niall Heery : Devon
- 2015 : Hunters Fall : James
- 2015 : Cherry Tree : Brian Kelly / Le Diable
- 2016 : Property of the State : Brendan
- 2016 : Une belle rencontre de Lone Scherfig : Rex
- 2018 : In a Relationship (en) de Sam Boyd : Matt
- 2018 : Darkest Minds : Rébellion de Jennifer Yuh Nelson : Clancy Gray
- 2019 : Tolkien de Dome Karukoski : Robert Gilson
- 2022 : The Portable Door de Jeffrey Walker : Paul Carpenter

### Télévision

#### Séries télévisées
- 2005 : Les Tudors : le fils d'Aske
- 2011 : Nick Cutter et les Portes du temps : Steve
- 2011 : Neverland : Curly
- 2014 : The Passing Bells (en) : Thomas
- 2017-2019 : The OA : Steve Winchell
- 2017 : The White Princess : Perkin Warbeck / Richard de Shrewsbury
- 2021-2025 : Before We Die : Christian Radic
- 2023 : Shadow and Bone : La Saga Grisha : Nikolai Lantsov / Sturmhond
- 2024 : Dexter : Les Origines (Dexter: Original Sin) : Dexter Morgan jeune